# Makhenkesi Arnold Stofile
Makhenkesi Arnold Stofile  (* 27. Dezember 1944 in Adelaide, Südafrika; † 15. August 2016) war ein Botschafter der Republik Südafrika in Berlin.

## Leben
Makhenkesi Arnold Stofile studierte Theologie. Anschließend war er bis 1987 Dozent an der Universität Fort Hare.
Von 1994 bis 1997 war er Fraktionsführer und Finanzdirektor des African National Congress. Von 1997 bis 2004 amtierte er als Premierminister der Provinz Ostkap. 2010 war er Sportminister von Südafrika. Von 2011 bis zu seinem Tod war er südafrikanischer Botschafter in Berlin.
| Vorgänger              | Amt                                                             | Nachfolger        |
| ---------------------- | --------------------------------------------------------------- | ----------------- |
| Raymond Mhlaba         | Premier of the Eastern Cape 4. Februar 1997 – 26. April 2004    | Nosimo Balindlela |
| Ngconde Balfour        | südafrikanischer Sportminister 2010                             | Fikile Mbalula    |
| Moses Mabokela Chikane | Liste der südafrikanischen Botschafter in Deutschland 2011–2016 | —                 |